# Campatonema yanayacua
Campatonema yanayacua là một loài bướm đêm thuộc họ Geometridae. Nó chỉ được biết đến từ địa phương điển hình, Trạm thực vật Yanayacu ở Ecuador.
Chiều dài cánh trước là 15–17 mm.